# Полипрагмазия

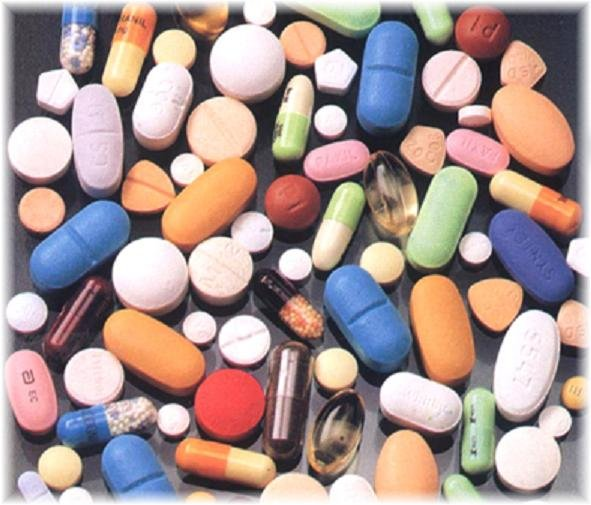
Полипрагмазия часто определяется как прием пяти или более лекарств

Полипрагмази́я — общий термин, описывающий одновременное использование пациентом нескольких лекарств для лечения определенного заболевания. Чаще всего так определяется регулярный прием пяти или более лекарств, однако определения термина могут отличаться в зависимости минимального количества лекарств. Полипрагмазия часто является следствием нескольких хронических заболеваний, также известных как полиморбидность. Применение большого количества лекарств вызывает беспокойство, особенно в отношении пожилых пациентов с несколькими хроническими заболеваниями, поскольку это увеличивает риск побочных эффектов у таких пациентов.
В зависимости от возраста и географического положения изучаемой группы распространенность полипрагмазии составляет от 10 до 90 %. Важность полипрагмазии продолжает расти из-за старения населения. Во многих странах наблюдается быстрый рост численности пожилого населения старше 65 лет. Этот рост является результатом старения поколения бэби-бумеров и увеличения продолжительности жизни, в том числе из-за улучшения качества услуг здравоохранения во всем мире. Около 21 % взрослых с умственной отсталостью подвержены полипрагмазии. Уровень полипрагмазии в последние десятилетия увеличивается. Исследования в США показывают, что процент пациентов старше 65 лет, принимающих более 5 лекарств, увеличился с 24 до 39 % в период с 1999 по 2012 год. Точно так же исследование в Великобритании показало, что число пожилых людей, принимающих более 5 лекарств, увеличилось в четыре раза с 12 до почти 50 % в период с 1994 по 2011 год.
Полипрагмазия не всегда является нецелесообразной, но во многих случаях может привести к негативным последствиям или низкой эффективности лечения, зачастую являясь скорее вредной, чем полезной, или представляя слишком большой риск при слишком малой пользе. Поэтому медицинские работники считают, что эта ситуация требует контроля и анализа: подтверждения того, что все назначенные лекарства действительно необходимы. Опасения, связанные с полипрагмазией, включают учащение побочных реакций на лекарства, взаимодействие лекарств, каскадное назначение и более высокие затраты. Каскад назначений возникает в ситуации, когда пациенту прописывают лекарство и у него возникает побочный эффект препарата, который ошибочно интерпретируется как новое заболевание, поэтому пациенту назначают другое лекарство. Полипрагмазия также увеличивает бремя приема лекарств, особенно у пожилых людей, и связанное с ним несоблюдение режима их приема.
Полипрагмазия часто связана со снижением качества жизни, включая снижение подвижности и когнитивных функций. Факторы, влияющие на количество назначаемых пациенту лекарств, включают большое количество хронических заболеваний, требующих сложного режима приема лекарств. Другие системные факторы, влияющие на количество лекарств, выписываемых пациенту, включают наличие у пациента нескольких лечащих врачей и нескольких аптек, которые могут не взаимодействовать между собой.
Перевешивают ли преимущества недостатки или риски полипрагмазии (по сравнению с приемом отдельных лекарств или монотерапией), зависит от конкретного диагноза и комбинации лекарств, применяемых в каждом конкретном случае. Использование нескольких лекарственных препаратов, даже при довольно простых заболеваниях, не является признаком плохого лечения и не обязательно является чрезмерным применением лекарств. Более того, в фармакологии общепризнано, что невозможно точно предсказать побочные или клинические эффекты комбинации лекарств без исследования этой конкретной комбинации препаратов у людей. Знание фармакологических профилей отдельных рассматриваемых препаратов не гарантирует точного предсказания побочных эффектов комбинаций этих препаратов; кроме того, эффекты различаются у разных людей из-за специфической для генома фармакокинетики. Поэтому решение о том, следует ли сократить список лекарств (отменить назначение), часто бывает непростым и требует опыта практикующего врача. Врач должен взвесить все «за» и «против», чтобы пациент продолжал или не продолжал принимать все назначенные лекарства. Тем не менее такой глубокий анализ назначенной терапии является идеалом, который слишком часто не реализуется из-за плохо организованной непрерывности лечения (обычно из-за разрозненной информации), перегруженности врачей и другого медицинского персонала и интервенционизма.

## Надлежащее медицинское использование
Хотя полипрагмазия обычно рассматривается как нежелательное явление, назначение нескольких лекарств может быть целесообразным и терапевтически полезным при некоторых обстоятельствах. Под «целесообразной полипрагмазией» понимается назначение лекарств при сложных или множественных заболеваниях таким образом, чтобы необходимые препараты использовались на основе наилучших имеющихся на текущий момент данных для сохранения безопасности и благополучия пациента. Полипрагмазия клинически показана при некоторых хронических заболеваниях, например при сахарном диабете, но ее следует прервать, когда доказательства пользы от назначенных лекарств больше не перевешивают потенциального вреда (см. ниже раздел «Противопоказания»).
Часто одни лекарства могут взаимодействовать с другими в положительном ключе, когда они специально предназначены для того, чтобы при совместном назначении достичь большего эффекта, чем дает каждый препарат в отдельности. Это особенно заметно в области анестезии и обезболивания, где атипичные агенты, такие как противоэпилептические средства, антидепрессанты, миорелаксанты, антагонисты NMDA и другие лекарства, комбинируются с более типичными анальгетиками, такими как опиоиды, ингибиторы простагландинов, НПВП и другие. Эта практика синергии обезболивающих препаратов известна как обезболивающий эффект.

### Примеры
- Установленная схема лечения в первый год после инфаркта миокарда может включать: статины, ингибиторы АПФ, бета-блокаторы, аспирин, парацетамол и антидепрессанты[24].
- При анестезии (особенно при внутривенной анестезии и общей анестезии) почти всегда требуется несколько агентов, включая седативные средства или вызывающие/поддерживающие анальгетики, такие как мидазолам или пропофол, обычно опиоидные анальгетики, такие как морфин или фентанил, паралитики, такие как векуроний, а при ингаляционной общей анестезии обычно галогенированные эфирные анестетики, такие как севофлуран или десфлуран[25].

## Особые группы населения
С список тех, кто подвержен наибольшему риску негативных последствий полипрагмазии, включают пожилых людей; людей с психическими заболеваниями; пациентов с нарушениями интеллекта или развития; людей, принимающих пять или более лекарств одновременно; тех, кто пользуется услугами нескольких врачей и аптек; недавно госпитализированных; людей с сопутствующими заболеваниями; людей, живущих в сельской местности; людей с недостаточным доступом к образованию; людей с ослабленным зрением или моторикой рук. Маргинальные группы населения могут иметь бо́льшую степень полипрагмазии, которая чаще встречается в молодых возрастных группах.
Нередко люди, страдающие зависимостью от психоактивных веществ или наркоманией, сталкиваются с полипрагмазией и злоупотребляют ею. Около 84 % лиц, злоупотребляющих отпускаемыми по рецепту лекарствами, сообщили об употреблении нескольких наркотиков. Однако термин «полипрагмазия» и его варианты обычно относятся к легальному употреблению наркотических препаратов по назначению врача, даже если он используется в негативном или критическом контексте.
Необходимо принять меры, чтобы снизить полипрагмазию на законном основании и целесообразно потребностям. Это новая область исследований, часто называемая отменой рецептов. Сокращение количества лекарств в рамках клинического анализа может быть эффективным медицинским вмешательством. Клинические фармакологи могут проводить обзоры лекарственной терапии и обучать врачей и их пациентов безопасному приему лекарств и полипрагмазии, а также сотрудничать с врачами и пациентами для устранения проблем, связанных с полипрагмазией. Подобные программы могут уменьшить потенциально пагубные последствия полипрагмазии, такие как нежелательные явления, связанные с приемом лекарств, несоблюдение режима лечения, госпитализация, лекарственные взаимодействия, гериатрические синдромы и смертность. Такие программы основаны на том, что пациенты и врачи информируют друг друга о выписываемых лекарствах, а также о растительных, безрецептурных веществах и добавках, которые иногда мешают приему лекарств, отпускаемых только по рецепту.
Персонал учреждений по уходу за пожилыми имеет различные взгляды и отношение к полипрагмазии, что в некоторых случаях также может способствовать увеличению использования лекарств.

## Риски полипрагмазии
Риск полипрагмазии увеличивается с возрастом, хотя есть некоторые свидетельства того, что после 90 лет данный риск может несколько снизиться. Плохое здоровье является серьезным предиктором полипрагмазии в любом возрасте, хотя неясно, является ли полипрагмазия причиной ухудшения здоровья или следствием слабого здоровья. Возможно, факторы риска полипрагмазии могут быть разными для людей молодого и среднего возраста по сравнению с пожилыми людьми.
Полипрагмазия коррелирует с использованием потенциально неподходящих лекарств. Под потенциально неподходящими препаратами обычно понимаются те, которые были одобрены врачебной комиссией, например согласно критериям Бирса. Эти лекарства, как правило, не подходят для пожилых людей, потому что риски от их применения перевешивают пользу. В качестве примера можно привести антихолинергические препараты для лечения недержания мочи и риски, связанные с ними: запор, нечеткость зрения, сухость во рту, нарушение когнитивных функций и падения. Многие пожилые люди, живущие в учреждениях длительного ухода, страдают от полипрагмазии, при этом может иметь место недостаточное назначение потенциально необходимых лекарств и использование лекарств с высоким риском.
Полипрагмазия связана с повышенным риском падений у пожилых людей. Известно, что некоторые лекарства связаны с риском падений, включая сердечно-сосудистые и психоактивные препараты. Есть некоторые доказательства того, что риск падений возрастает с увеличением количества принимаемых лекарств. Хотя это часто нецелесообразно, отмена всех лекарств, связанных с риском падений, может вдвое снизить риск падений в будущем.
Каждое лекарство имеет потенциальные неблагоприятные побочные эффекты. При добавлении каждого препарата увеличивается риск побочных эффектов. Кроме того, некоторые лекарства взаимодействуют с другими веществами, включая продукты питания, другие лекарства и растительные добавки. Среди пожилых людей 15 % потенциально подвержены риску серьезного лекарственного взаимодействия. Пожилые люди подвержены более высокому риску лекарственного взаимодействия из-за увеличения количества назначаемых лекарств и метаболических изменений, происходящих с возрастом. Когда назначается новый препарат, риск взаимодействий возрастает в геометрической прогрессии. Врачи и фармацевты стараются избегать назначения лекарств, которые взаимодействуют друг с другом; часто необходимо корректировать дозу лекарств, чтобы избежать взаимодействия. Например, варфарин взаимодействует со многими лекарствами и добавками, что может привести к полной отмене его действия.

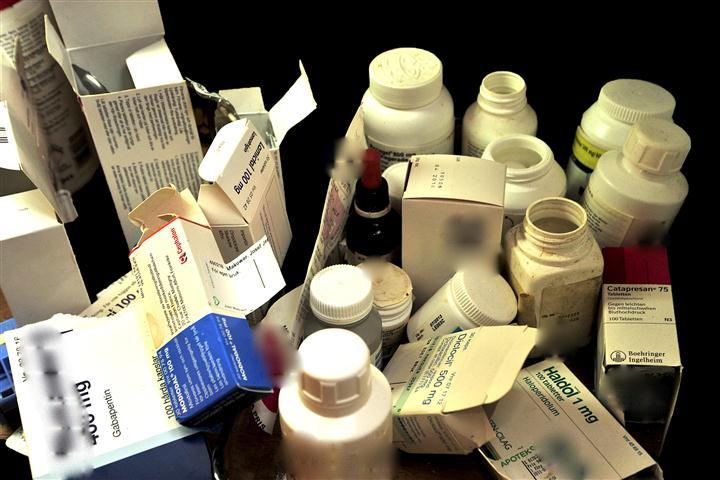

### Бремя таблеток
Бремя таблеток — это количество таблеток (таблеток или капсул, наиболее распространенных лекарственных форм), которые человек принимает на регулярной основе, а также все сопутствующие усилия, которые возрастают с увеличением этого количества, такие как хранение, организация и потребление каждого из лекарств в своем режиме. Использование отдельных лекарств растет быстрее, чем бремя таблеток. Недавнее исследование показало, что пожилые люди, находящиеся на длительном лечении, принимают в среднем от 14 до 15 таблеток каждый день.
Плохая приверженность к лечению является распространенной проблемой среди людей с повышенным бременем приема лекарств и полипрагмазией. Это также повышает вероятность нежелательных реакций на лекарства (побочные эффекты) и лекарственных взаимодействий. Тяжелое бремя приема таблеток также ассоциируется с повышенным риском госпитализации, лекарственными ошибками и увеличением расходов как на сами лекарственные препараты, так и на лечение неблагоприятных событий. Наконец, бремя таблеток является источником неудовлетворенности для многих пациентов и членов их семей.
Тяжелое бремя приема таблеток обычно ассоциировалось со схемами антиретровирусной терапии для борьбы с ВИЧ, но также встречается и у других групп пациентов. Например, взрослым с многочисленными распространенными хроническими заболеваниями, такими как диабет, гипертония, лимфедема, гиперхолестеринемия, остеопороз, запор, воспалительное заболевание кишечника и клиническая депрессия, ежедневно может назначаться более десятка различных лекарств. Комбинация нескольких препаратов связана с повышенным риском побочных эффектов.
Уменьшение количества принимаемых лекарств признано способом улучшения соблюдение режима лечения, также называемого приверженностью. При рассмотрении вопроса о продолжении приема лекарств путем отмены назначения, взвешивают риск и пользу. Это касается таких препаратов, как бисфосфонаты (для лечения остеопороза), которые часто принимают в течение неопределенного времени, хотя есть доказательства их использования только в течение пяти-десяти лет. Образовательные программы для пациентов, сообщения с напоминаниями, упаковка лекарств и использование приемов запоминания также улучшают приверженность и снижают бремя приема таблеток. К таким приемам относят связывание лекарств со временем приема пищи, запись дозировки на коробке, хранение лекарства в специальном месте, оставление его на видном месте в гостиной или размещение рецептурного листа на холодильнике. Разработка приложений также показала определенную пользу в этом отношении. Использование полипрепаратов, таких как комбинированные препараты для лечения ВИЧ, в отличие от схемы, состоящей из нескольких таблеток, также облегчает бремя приема таблеток и повышает приверженность пациента лечению.
Выбор активных ингредиентов длительного действия по сравнению с короткодействующими также может уменьшить бремя таблеток. Например, ингибиторы АПФ используются для лечения гипертонии. И каптоприл, и лизиноприл являются примерами ингибиторов АПФ, однако лизиноприл принимается один раз в день, тогда как каптоприл можно принимать 2-3 раза в день. При условии отсутствия противопоказаний или потенциальных лекарственных взаимодействий использование лизиноприла вместо каптоприла может быть подходящим способом уменьшения бремени приема таблеток.

## Вмешательства
Наиболее распространенным вмешательством, помогающим людям, которые борются с полипрагмазией, является отмена рецептов. Отмену рецептов можно спутать с упрощением приема лекарств, при котором не пытаются уменьшить количество лекарств, а скорее сокращают количество форм, доз и время приема. Отмена назначения относится к сокращению количества лекарств, которые назначают человеку и включает прекращение приема лекарств, для которых польза больше не перевешивает вред. У пожилых пациентов это обычно можно сделать по мере того, как пациент становится все более слабым и необходимо сместить фокус лечения с профилактического на паллиативное. Отмена рецепта возможна и эффективна во многих условиях, включая стационарные учреждения и больницы. Эта профилактическая мера должна быть рассмотрена для каждого, у кого наблюдается одно из следующих проявлений:
- возникает новый симптом или нежелательное явление;
- когда у человека развивается терминальная стадия заболевания;
- если комбинация лекарств опасна или
- если прекращение приема препарата не меняет траектории развития заболевания[56].

Существует несколько инструментов, помогающих врачам решить, когда следует отменить назначение и какие лекарства можно добавить в схему приема лекарств. Критерии Берса и критерии STOPP/START помогают определить лекарства, которые имеют самый высокий риск нежелательных явлений и лекарственных взаимодействий. Инструмент соответствия лекарств при сопутствующих заболеваниях во время деменции (MATCH-D) является единственным инструментом, доступным специально для людей с деменцией, предупреждающим полипрагмазию и сложные схемы лечения.
Барьеры, с которыми сталкиваются как врачи, так и люди, принимающие лекарства, затрудняют применение стратегий отмены назначений на практике. Для врачей это страх перед последствиями отмены назначения, уверенность врача в своих навыках и знаниях для его отмены, нежелание изменять лекарства, прописанные специалистами, целесообразность отмены назначения, отсутствие доступа ко всем историям болезни пациентов и сложность работы с несколькими врачами. Для пациентов, которым назначены или требуются лекарства, барьеры включают отношение или убеждения по поводу приема лекарств, неспособность общаться с врачами, страхи и неопределенность, связанные с отменой назначения, а также влияние врачей, семьи и средств массовой информации. Барьеры могут включать убеждение других медицинских работников или лиц, осуществляющих уход, например, в учреждениях интернатного типа, в том, что лекарства необходимы.
У людей с множественными хроническими состояниями (мультиморбидность) и полипрагмазией отмена назначения представляет собой сложную задачу, поскольку клинические рекомендации обычно разрабатываются для отдельных заболеваний. В этих случаях инструменты и рекомендации, такие как критерии Бирса и STOPP/START, могут безопасно использоваться врачами, но не все пациенты могут получить пользу от прекращения приема лекарств. Необходимо четко определить, как много клиницисты могут сделать помимо рекомендаций и какую ответственность они должны взять на себя, чтобы помочь врачам назначать и выписывать лекарства в сложных случаях. Дополнительными факторами, которые могут помочь врачам адаптировать свои решения к нуждам конкретных людей, являются: доступ к подробным данным о людях, находящихся под их наблюдением (включая биографию и личные медицинские цели), обсуждение планов прекращения приема лекарства уже при первом назначении, а также хорошие взаимоотношения, предполагающие взаимное доверие и регулярное обсуждение прогресса. Кроме того, более длительные приемы для назначения и отмены лекарств позволили бы дать время для объяснения процесса отмены лекарств, изучения связанных с ним проблем и поддержки в принятии правильных решений.
Эффективность конкретных мероприятий для улучшения надлежащего использования полипрагмазии, таких как фармацевтическая помощь и компьютеризированная поддержка принятия решений, неясна. Это связано с низким качеством текущих доказательств, касающихся этих вмешательств. Для того чтобы сделать какие-либо выводы о влиянии таких вмешательств в любых условиях, в том числе в домах престарелых, необходимы высококачественные доказательства. Отмена рецепта не зависит от того, выписываются ли лекарства через бумажную или электронную систему. В качестве потенциально успешной методики снижения полипрагмазии были предложены раунды отмены назначений. Обмен положительными результатами от врачей, внедривших отмену назначений, улучшение коммуникации между всеми практикующими врачами, участвующими в уходе за пациентами, более высокая компенсация за время, потраченное на отмену, и четкие рекомендации могут способствовать внедрению практики отмены назначений. Несмотря на трудности, недавнее ослепленное исследование отказа от назначения показало, что через 12 месяцев участники использовали в среднем на два лекарства меньше каждый, что еще раз доказывает что отмена назначения возможна.